# Minigun
Un minigun est une mitrailleuse à cadence de tir élevée, munie de plusieurs canons dont la rotation est entraînée par une source extérieure, sur le principe de la Gatling, et utilisant un calibre de munitions pour fusil inférieur à 20 mm. Au-delà de 20 mm de calibre, ce type d'arme est désigné comme un canon automatique de type Gatling, ou canon rotatif, ou canon automatique rotatif.

## Histoire et fonctionnement

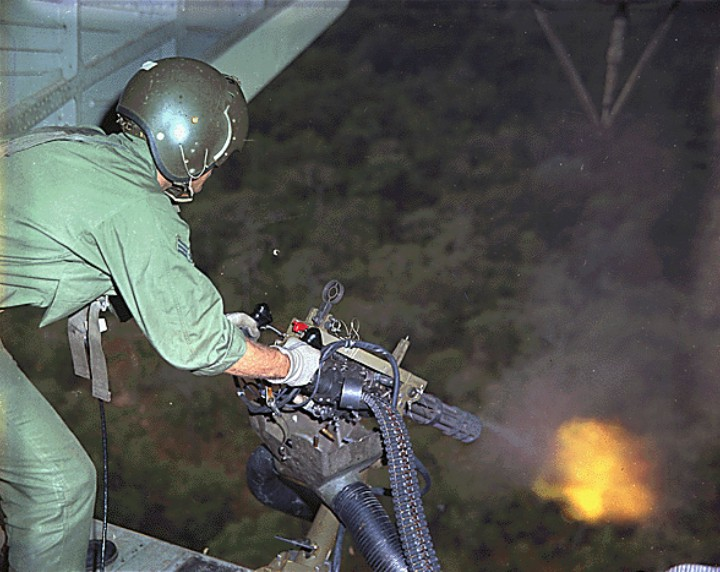
Militaire américain tirant au minigun depuis un hélicoptere durant la guerre du Vietnam en 1968.

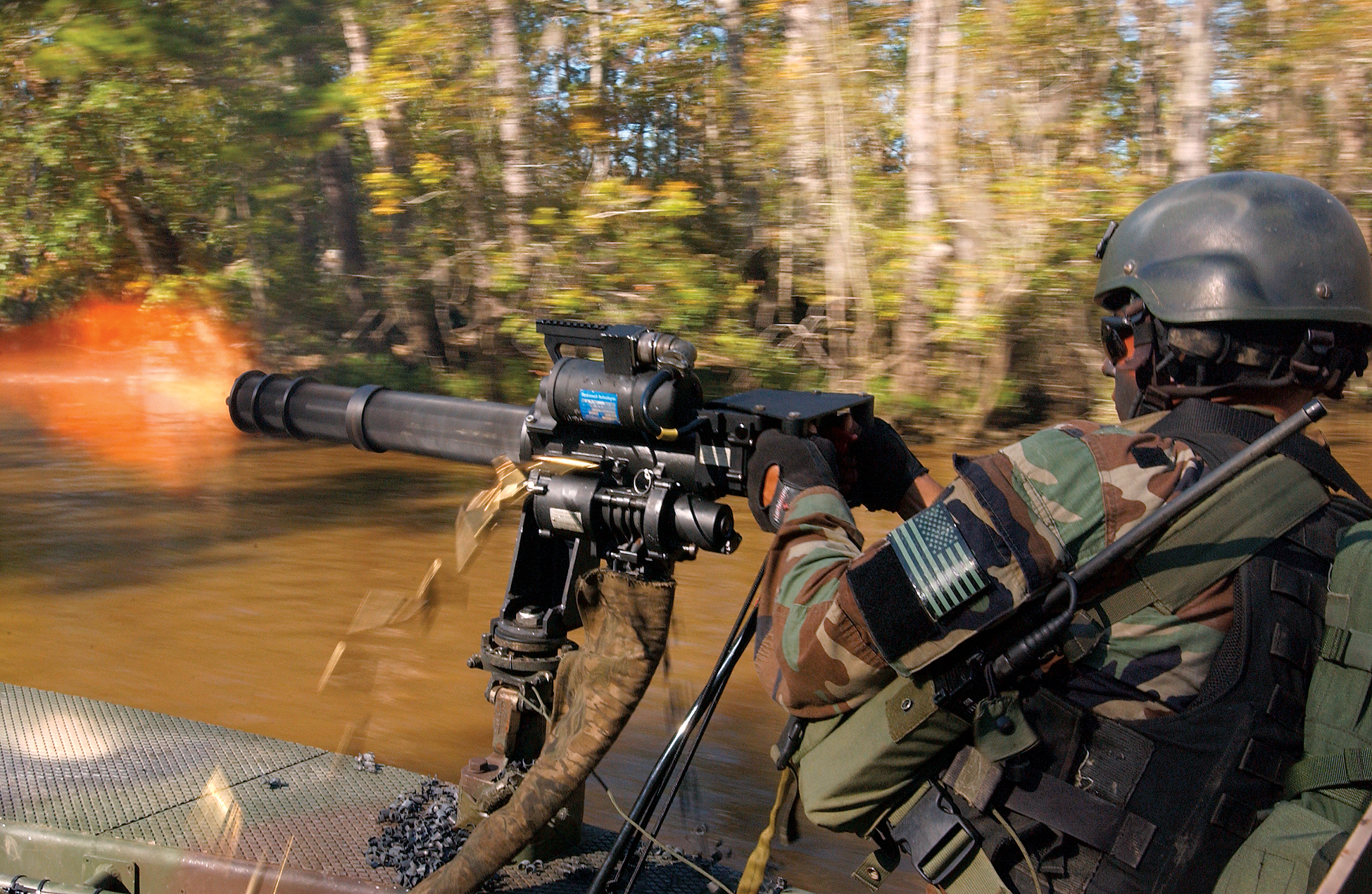
Un M134 à bord d'une embarcation.

Le principe de fonctionnement est celui de la mitrailleuse Gatling, il présente les mêmes avantages et inconvénients. Un carter cylindrique protège les canons et la source d'énergie est généralement électrique, hydraulique ou pneumatique.
Lorsque, au début des années 1960, les États-Unis entrent en guerre au Vietnam, les hélicoptères engagés sur le terrain par l'armée américaine furent équipés de mitrailleuses, afin de contrer l'infanterie Vietcong par de courtes salves à haute cadence.
Des ingénieurs de la compagnie General Electric modifient donc en 1960 le M61 Vulcan de 1959, passant son calibre de 20 mm à un calibre de 7,62 x 51 mm OTAN. L'arme qui en résulte, connue sous le nom de M134 Minigun, tire 2 000 à 6 000 coups à la minute. Le Minigun est rapidement mis en service sur les hélicoptères US et installé sur divers points d'attaches (points d'ancrages) disponibles sur ces hélicoptères : les nacelles (pods) latérales du Bell OH-6 Cayuse et du Bell OH-58 Kiowa, la tourelle et les ailerons du AH-1 Cobra, les portes, pylônes et nacelles du UH-1 Huey, et sur de nombreux autres hélicoptères et avions.
Plusieurs avions de grande taille sont équipés de miniguns, particulièrement pour l'appui-feu aérien rapproché. On peut citer notamment le Douglas AC-47 Spooky, le Fairchild AC-119 Gunship ou le AC-130 Spectre Gunship.

### Variantes
| Désignation de l'US Army | Désignation de l'US Air Force | Désignation de l'US Navy | Description |
| ------------------------ | ----------------------------- | ------------------------ | --- |
| XM134/M134               | GAU-2/A                       | N/A                      | 7.62x51mm OTAN GE “Minigun” 6 canons |
| N/A                      | GAU-2A/A                      | N/A                      | variante du GAU-2/A ; différences inconnues |
| N/A                      | GAU-2B/A                      | Mk 25 Mod 0              | variante du GAU-2A/A; |
| N/A                      | GAU-17/A                      | N/A                      | variante du GAU-2B/A; optimisé pour un usage flexible avec un moteur intégré et un système d'alimentation MAU-201/A ou MAU-56,                                        |
| XM196                    | N/A                           | N/A                      | variante du M134/GAU-2B/A; Boîtier modifié par ajout d'un système de récupération d'étuis; pour un usage dans le sous-système d'armement XM53 sur l'hélicoptère AH-56 |

## Culture populaire
Ce type d'arme apparaît dans de nombreuses œuvres de fiction, films d'animation et films tel que Predator (1987), Terminator 2 (1991), Demain ne meurt jamais (1997), Matrix (1999) Gundam Wing (1995) et Spriggan (1999). De nombreuses variantes se retrouvent également dans le monde du jeu vidéo. 